# Heteroteuthinae
Heteroteuthinae Appellöf, 1898 è una sottofamiglia di molluschi cefalopodi della famiglia Sepiolidae.

## Descrizione
Le seppie Heteroteuthinae sono caratterizzate da uno scudo ventrale colorato e i lati argentei, che si estende a partire dal bordo anteriore del mantello ventrale fino a ricoprire l'imbuto e, in alcuni casi, raggiungere gli occhi. La luminescenza delle Heteroteuthinae è prodotta da un unico organo e le rende alquanto distintive per via dei loro colori. Le braccia I-III sono unite da una membrana, lasciando solo il quarto paio libero.

## Tassonomia
Heteroteuthinae ha la proprietà di essere un gruppo monofiletico. Le seppie luminescenti della sottofamiglia avrebbero quindi una unica origine. La loro diversità risiede anche nel modo di vita, pelagico in età adulta, che è unico fra le sottofamiglie delle Sepiolidae. Vi sarebbe quindi stata una separazione genetica dei cefalopodi verso il Cretacico superiore a causa di mutamenti geografici che si rifletterebbe nelle particolarità di alcune cladi. Geneticamente sono vicine alle Rossiinae, mentre sia Stoloteuthis che Heteroteuthis appartengono a questa sottofamiglia, consolidandone la monofilia. L'origine della sottofamiglia sembra essere nell'Oceano Pacifico, dove vivono le specie Heteroteuthis.
I generi registrato della sottofamiglia sono sei:
- Amphorateuthis R. E. Young, Vecchione & Roper, 2007
- Heteroteuthis J. E. Gray, 1849
- Iridoteuthis Naef, 1912
- Nectoteuthis A. E. Verrill, 1883
- Sepiolina Naef, 1912
- Stoloteuthis A. E. Verrill, 1881